# 児玉南柯
児玉 南柯（児玉 南珂、こだま なんか、延享3年（1746年）- 文政13年1月4日（1830年1月28日））は、江戸時代後期の教育者、儒学者。岩槻藩士。岩槻藩大岡家に仕え、藩内の教学などの発展に尽力した人物である。父は豊島俊暠。児玉親繁の養子。江島生島事件の中心人物・絵島は、祖父（豊島常慶）の姉にあたる。南柯は号で、諱は琮。字は玉郷。通称は宗吾。

## 経歴
延享3年（1746年） 、元旗本・豊島俊暠の子として甲斐甲府で生まれた。児玉南柯は桓武平氏の一族秩父氏の後裔豊島氏の一族で三河刈谷藩士であった。祖父は大奥御年寄の絵島の弟の豊島常慶。江島生島事件の際に絵島と連座して、祖父の豊島常慶と父の豊島俊暠は甲斐に流刑となった。
宝暦7年（1757年）、11歳のとき、武蔵の岩槻藩士・児玉親繁の養子となり、宝暦12年（1762年）、16歳で岩槻藩（大岡家）第2代藩主大岡忠喜の中小姓となり、江戸の藩邸に勤める。
1772年、26歳のとき、藩主大岡忠喜の薦めで昌平黌（のちに昌平坂学問所と改名）で向井一郎太に儒学などを学び、藩主の側用人になる。
安永4年（1775年）、大岡忠喜の嫡男忠要（のちの岩槻藩第3代藩主）の侍読相手を務める。
安永7年（1778年）、房州夷郡奉行に就任し、岩槻藩の飛地である安房国朝夷郡で清国の商船の漂流を助けて、児玉南柯はそのことを『漂客紀事』に書いたという。また岩槻藩が財政難の時、藩命で勝手向取締役に任じられ、財政再建に貢献した。
天明8年（1786年）、前任者の公金横領事件が発覚し、その責任を負わされたため職を辞して隠居した。
隠居後は藩主の侍読相手を務め、寛政11年（1799年）、私塾の遷喬館（のち藩校となる）を創設し、岩槻藩の子弟教育に努めた。
文化8年（1811年）、岩槻藩（大岡家）第5代藩主大岡忠正により「勤学所」と改名して藩校となり、武芸稽古場が隣に建てられ、文武両道に長ける人格形成を目指す、児玉南柯の意志が実現された。後世に「岩槻に過ぎたるものが二つある 児玉南珂と時の鐘」と評された。
文政13年（1830年）に死去。享年84。戒名は「南柯斎槐誉一夢居士」。
大正4年（1915年）、従五位を追贈された。

## 関連史跡

### 遷喬館
武蔵国埼玉郡岩槻（埼玉県さいたま市岩槻区本町）にあった児玉南柯の私塾で、後に岩槻藩の藩校となった。
また時の鐘は、児玉南柯とともに「岩槻に過ぎたるもの」と謳われた。詳しくは「時の鐘 (さいたま市)」を参照。

### 墓所
快楽山浄安寺（さいたま市岩槻区本町5丁目）の寺内に安置。
浄安寺は浄土宗で、正式には快楽山微妙院浄安寺と言い、永正2年（1505年）に増上寺天誉・了聞が再興した。

### 関連出版
- 『南柯詩集拾萃』岩槻市教育委員会、1963年、再版1976年。序文安岡正篤
- 『児玉南柯日記　岩槻市史　近世資料編1』岩槻市編、1980年。全8冊